# Akysidae
Akysidae es una familia de peces de agua dulce en el orden Siluriformes.
Se distribuyen por ríos del sudeste de Asia.

## Morfología
Tienen la aleta dorsal con una base corta y con una espina dorsal principal, generalmente con cinco rayos suaves; suelen presentar una aleta adiposa; una fuerte espina en las aletas pectorales, generalmente dentada; apertura relativamente estrecha de las branquias; fila longitudinal de tubérculos a lo largo del cuerpo; cuatro pares de barbillas.